# Clan Nagao
Il Clan Nagao (長尾氏?, Nagao-shi) fu una nobile famiglia giapponese di samurai della provincia di Echigo discendenti del Clan Taira.

## Storia
Il clan costruì e controllò il castello di Kasugayama ed il feudo circostante, in quella che è oggi la prefettura di Niigata. Nagao Kagetora, adottato da Uesugi Norimasa, diventerà signore del castello nel 1548, prendendo il nome di Uesugi Kenshin e cambiando il nome dalla famiglia da Nagao a Uesugi. I membri della sua famiglia che mantennero il nome dei Nagao divennero dei vassalli degli Uesugi.

## Membri della famiglia Nagao degni di nota
- Nagao Tamekage (morto 1536), padre di Nagao Kagetora, che diventerà Uesugi Kenshin.
- Uesugi Kenshin (1530-1578), alla nascita Nagao Kagetora, divenne uno dei più famosi daimyō del Giappone.
- Nagao Harukage (1509-1553), figlio di Tamekage e fratello maggiore di Kagetora, succedette al padre nel 1536 ma fu sostituito alla guida del clan nel 1547 dal fratello.
- Nagao Fujikage (date sconosciute) combatté al servizio di Kenshin nella quarta battaglia di Kawanakajima nel 1561.